# Pieter Zeeman
Pieter Zeeman (Zonnemaire, 25 tháng 5 năm 1865 – Amsterdam, 9 tháng 10 năm 1943) (/ˈzeːmɑn/) là một nhà vật lý Hà Lan nhận chung Giải Nobel Vật lý với Hendrik Lorentz vì đã phát hiện ra hiệu ứng Zeeman.